# Walter Negroni
Walter Negroni (Ferrara, 20 ottobre 1908 – Bologna, 9 gennaio 1996) è stato un calciatore italiano, di ruolo difensore.

## Carriera
Dopo aver militato nel G.E.A. di Firenze, debutta in Serie B con il Parma nella stagione 1929-1930, disputando tre campionati cadetti per un totale di 86 presenze prima della retrocessione in Prima Divisione avvenuta nel 1932.
Negli anni successivi gioca ancora in Prima Divisione con la Salernitana ed il Siena, con cui disputa 5 gare nel vittorioso campionato di Prima Divisione 1934-1935.
In seguito milita nel Parma, nella Pro Patria, nel Carbonia e nel Perugia.